# Хокејашка лига СР Југославије 2000/01.
Хокејашка лига СР Југославије 200/01. је било десето такмичење организовано под овим именом.

## Систем такмичења
После две године паузе у лигу су се вратили клубови из Београда. У регуларном делу наступила су пет клуба. Сваки клуб одиграо је по шеснаест меча. У плеј оф су се пласирала два клуба. У плеј офу се играло на два добијена меча.
Шампион је постала Војводина. То је клубу била четврта титула у Хокејашкој лиги СР Југославије.

## Клубови
| Клуб      | Град     | Арена                  | Капацитет | Основан |
| --------- | -------- | ---------------------- | --------- | ------- |
| Војводина | Нови Сад | Ледена дворана СПЕНС   | 1000      | 1957    |
| Партизан  | Београд  | Ледена дворана Пионир  | 2000      | 1948    |
| Спартак   | Суботица | Стадион малих спортова | 4000      | 1945    |
| Нови Сад  | Нови Сад | Ледена дворана СПЕНС   | 1000      | 1998    |
| Таш       | Београд  | Ледена дворана Пионир  | 2000      | 1995    |

## Табела
| #  | Клуб      | ИГ | Д  | Н | ИЗ | ГД  | ГП  | Б  |
| -- | --------- | -- | -- | - | -- | --- | --- | -- |
| 1. | Војводина | 16 | 16 | 0 | 0  | 232 | 8   | 32 |
| 2. | Партизан  | 16 | 12 | 0 | 4  | 102 | 63  | 24 |
| 3. | Таш       | 16 | 6  | 0 | 10 | 62  | 117 | 12 |
| 4. | Спартак   | 16 | 4  | 0 | 12 | 49  | 150 | 8  |
| 5. | Нови Сад  | 16 | 2  | 0 | 14 | 21  | 128 | 4  |

ИГ = одиграо, Д = победио, Н = нерешено, ИЗ = изгубио, ГД = голова дао, ГП = голова примио, Б = бодова

## Плеј оф

### Финале
Војводина - Партизан 2:0
- Партизан - Војводина 2:7, 3:11

| Првак Хокејашке лиге СР Југославије 2000/01. |
| -------------------------------------------- |
| ХК Војводина 4. Титула                       |